# Etta James
Jamesetta Hawkins, coneguda artísticament com a Etta James, (Los Angeles, Califòrnia, 25 de gener de 1938 - Riverside, Califòrnia, 20 de gener de 2012) fou una cantant estatunidenca que abraçà una gran varietat d'estils des del blues, rhythm and blues, rock and roll, soul, gospel i jazz. Va començar la seva carrera a mitjan dècada 1950 i assolí l'èxit amb temes com Dance with Me, Henry, At Last, Tell Mama i I'd Rather Go Blind. Als anys seixanta es va aproximar al soul. Va patir un seguit de problemes personals, incloent l'addicció a l'heroïna i l'alcohol, abans que la seva carrera experimentés un ressorgiment a mitjan anys 80 amb el disc The Seven Year Itch.
James és recordada com una de les persones que va fer el camí que va del rhythm and blues al rock and roll, a més d'haver guanyat sis Premis Grammy i disset Blues Music Awards. Fou inclosa al Rock and Roll Hall of Fame l'any 1993, al Grammy Hall of Fame l'any 1999 i al Blues Hall of Fame l'any 2001. La revista Rolling Stone la va incloure al número 22 de la llista dels 100 millors cantants de tots els temps i al 62 de la llista dels 100 millors artistes.
L'any 2008 Beyoncé Knowles va interpretar Etta James en la pel·lícula Cadillac Records, que fa una aproximació a Chess Records, el segell de James durant 18 anys, i a com Leonard Chess, fundador de la discogràfica i productor musical, va ajudar a les carreres de James i altres músics.

## Discografia principal
| - 1961: At Last! - 1961: The Second Time Around - 1962: Etta James - 1962: Etta James Sings for Lovers - 1963: Etta James Top Ten - 1965: The Queen of Soul - 1966: Call My Name - 1968: Tell Mama - 1970: Etta James Sings Funk - 1971: Losers Weepers - 1973: Etta James - 1974: Come a Little Closer - 1976: Etta Is Betta Than Evvah! - 1978: Deep in the Night - 1980: Changes - 1989: Seven Year Itch - 1990: Stickin' to My Guns - 1992: The Right Time - 1994: Mystery Lady: Songs of Billie Holiday - 1995: Time After Time - 1997: Love's Been Rough on Me - 1998: Life, Love & the Blues - 1998: 12 Songs of Christmas - 1999: Heart of a Woman - 2000: Matriarch of the Blues - 2001: Blue Gardenia - 2003: Let's Roll - 2004: Blues to the Bone - 2006: All the Way - 2011: The Dreamer | - 1964: Etta James Rocks the House - 1982: Etta, Red-Hot & Live - 1986: Jazzvisions\|Jazzvisions: Jump The Blues Away - 1987: Blues in the Night Volume One: The Early Show - 1987: The Late Show: Blues in the Night Volume Two - 1994: Live from San Francisco - 2002: Burnin' Down the House: Live at the House of Blues - 1992: My Greatest Songs - 1997: Her Best - 1999: 20th Century Masters: The Millenium Collection - 2000: The Chess Box - 2001: Love Songs - 2005: Miss Etta James: The Complete Modern and Kent Recordings - 2006: The Definitive Collection - 2007: Gold - 2011: Who's Blue?: Rare Chess Recordings of the 60s and 70s |